# Nam Tae-hee
Nam Tae-hee (koreanisch 남태희, * 3. Juli 1991 in Jinju) ist ein südkoreanischer Fußballspieler.
Er ist als sehr vielseitig einsetzbarer Mittelfeldspieler bekannt, der zumeist in der Zentrale zu finden ist, jedoch kann er auch auf den Flügel ausweichen.

## Karriere

### Verein
Nam spielte für die Hyundai High School, bevor er in die Jugend des FC Reading nach England wechselte. Im August 2008 unterschrieb er beim französischen Verein FC Valenciennes seinen ersten professionellen Vertrag. Sein Debüt in der Ligue 1 gab er mit nur 18 Jahren am 8. August 2009 im Spiel gegen den AS Nancy. Dieser Einsatz machte ihn zum jüngsten südkoreanischen Spieler, der jemals ein Pflichtspiel in Europa bestritt. Dieser Rekord wurde erst im November 2018 von Lee Kang-in gebrochen, welcher mit 17 Jahren im spanischen Copa del Rey für den FC Valencia zum Einsatz kam.
Nach 37 Einsätzen für Valenciennes wechselte er in der Winterpause 2012 zum katarischen Verein al-Duhail SC. Der Erstligist bezahlte für ihn eine Ablösesumme in Höhe von einer Million Euro. Sein Debüt bestritt er am 1. Januar 2012 gegen den al-Kharitiyath SC. Sein erstes Ligator für Lekhwiya erzielte er am 19. Januar gegen den Al-Ahli SC per Freistoß. Am 7. März erzielte er bereits in seinem ersten Einsatz in der AFC Champions League gegen den saudischen Verein al-Ahli SC ein Tor. Mit al-Duhail gewann er bereits in seiner ersten Saison die katarische Meisterschaft. Nach guten Leistungen in der Saison 2016/17 wurde nach der Spielzeit er zum Spieler des Jahres gekürt.
Nach erfolgreichen siebeneinhalb Jahren bei al-Duhail wechselte er zur Saison 2019/20 innerhalb des Emirats zum al-Sadd SC, wo er einen Dreijahresvertrag unterzeichnete. Nach 37 Ligaspielen, in denen er zehn Treffer erzielte, wechselte er im Sommer 2021 wieder für zwei Spielzeiten zu al-Duhail SC. Hier traf er elfmal in 37 Ligaspielen. Im Sommer 2023 ging er nach Japan, wo er in Yokohama einen Vertrag bei den Yokohama F. Marinos unterschrieb. Am Ende der Saison 2023 feierte er mit den Marinos die Vizemeisterschaft. Nach 20 Ligaspielen kehrte er im Juli 2024 in sein Heimatland zurück. Hier unterschrieb er einen Vertrag beim Erstligisten Jeju United.

### Nationalmannschaft
Nam repräsentierte Südkorea in sämtlichen Jugendauswahlen ab der U-13. Sein Debüt für die A-Auswahl bestritt er am 9. Februar 2011 in einem Freundschaftsspiel gegen die Türkei.
Nam nahm mit der südkoreanischen Auswahl an den Olympischen Spielen 2012 in London teil. Beim 2:0-Sieg im Spiel um die Bronzemedaille gegen Japan wurde Nam eingewechselt.
Am 10. Oktober 2014 erzielte Nam im Freundschaftsspiel gegen Paraguay das erste Tor für sein Heimatland.
Beim Asian Cup 2015 erzielte er gegen Kuwait das einzige Tor des Spiels, welches Südkorea den Aufstieg in die Finalrunde bescherte. Südkorea verlor letztendlich im Finale gegen das Austragungsland Australien.
Im Rahmen der Qualifikation für die Weltmeisterschaft 2018 erzielte Nam zwei Tore gegen Myanmar und Usbekistan. Für die Endrunde in Russland wurde er letztendlich nicht berücksichtigt.

## Erfolge

### Verein

#### al-Duhail SC
- Katarischer Meister: 2011/12, 2013/14, 2014/15, 2016/17, 2017/18, 2022/23
- Qatar Crown Prince Cup: 2013, 2015, 2018
- Qatari Sheikh Jassim Cup: 2015, 2016
- Emir of Qatar Cup: 2016, 2018, 2022

Yokohama F. Marinos
- Japanischer Vizemeister: 2023

### Nationalmannschaft
- Bronzemedaille bei den Olympischen Spielen in London 2012
- Silbermedaille bei der Asienmeisterschaft 2015

### Individuell
- Spieler des Jahres der Katarischen Meisterschaft: 2017